# Atentatul terorist de la Biserica Tuturor Sfinților
Atentatul terorist din fața Bisericíi Tuturor Sfinților a avut loc în pe data de 22 septembrie 2013 în orașul Peshawar din Pakistan. Potrivit celor mai recente date au decedat cel puțin 78 de persoane, peste 100 fiind rănite.
Doi atentatori sinucigași au detonat încărcătura explozivă pe care o aveau asupra lor în vreme ce credincioșii părăseau biserica Tuturor Sfinților, la sfârșitul slujbei de duminică.
Atacul este cel mai sângeros comis vreodată împotriva minorității creștine în Pakistan, potrivit autorităților locale.